# Habiba Djahnine
Pour les articles homonymes, voir Djahnine.
Habiba Djahnine est une productrice de film, écrivaine, essayiste et féministe algérienne.

## Biographie
Djahnine est née en 1968 à Milliana Dans les années quatre-vingt dix, elle a été l'une des grandes féministes de son pays. Sa sœur Nabila était une militante féministe présidente de Tiɣri n tameṭṭut (Les Femmes en protestation) ; elle a été tuée par des fondamentalistes musulmans le 15 février 1995, lors de la guerre civile algérienne (1991-2002),.
La guerre civile a divisé les féministes entre les partisanes de l'armée algérienne et, d'autre part, celles qui s'opposent à la cruauté du pouvoir central. Même si elle ne milite pas activement, elle se considère comme une féministe. Elle tient toutefois une position critique envers le développement du mouvement féministe par le passé, et elle essaie souvent de retranscrire ceci dans ses films,.
Après la guerre civile, beaucoup de féministes se sont focalisées sur la culture. C'est le cas de Djahnine qui a été cofondatrice de l'Association Kaïna Cinéma et, en 2007, de l'Association de cinéma et mémoire. Elle a également publié le recueil de poésie Outre-mort, a écrit des articles d'humeur pour les magazines français et algériens et a écrit un certain nombre de nouvelles,.
Depuis 2003 Djahnine est consultante et programmatrice de plusieurs festivals internationaux et initiatrice des rencontres cinématographiques de Béjaïa, où cinquante à soixante nouveaux films sont présentés chaque année. Ce festival laisse une large place au films à débat et à l'échange de connaissances. À côté de ce festival, elle a organisé d'autres initiatives comme les courts arabes pour le Goethe Institut,,.
En 2006, elle retourne en l'Algérie, où elle a analysé la mort de sa sœur et la situation politique du moment. Elle s'est alors demandée pourquoi le dialogue était impossible. Cette question a été un thème important dans son documentaire Lettre à ma sœur, qu'elle a sorti un an plus tard en dehors de l'Algérie comme ses autres productions. Dans ce film, elle tente de réfuter la violence comme une solution pour les problèmes sociaux. Ses documentaires révèlent les facettes factuelles de l'Algérie, leur histoire et leurs conséquences sur la société,,.
Elle propose une éducation au cinéma pour les jeunes Algériens dans son propre atelier, Béjaïa Doc, et leur apprend toutes les facettes de la profession, telles que l'histoire du cinéma, de la production, du script et de la distribution. Tous les étudiants doivent compléter un film sur la vie dans leur propre communauté.

## Récompenses
En 2012, elle a reçu le Prix du Prince Claus pour avoir relancé le cinéma algérien et pour « la création sensible, difficile et perspicace de documentaires sur des réalités contemporaines ».

## Filmographie sélective
- 2006 : Lettre à ma sœur
- 2008 : Autrement citoyens
- 2010 : Retour à la montagne
- 2011 : Avant de franchir la ligne d'horizon[6]
- 2011 : "Safia, une histoire de femme"
- 2017 : "La Kabylie des Babors"
- 2019 : "D'un Désert"

Bibliographie 
Recueil de poésie
- 2003 : Outre Mort - édition El Ghazali.
- 2015 : Fragments de la maison - édition Bruno Doucey.  (ISBN 978-2-36229-081-7)
- 2023 : Traversée par les vents - édition Bruno Doucey.  (ISBN 978-2-36229-454-9)